# Djamel Sedjati
Djamel Sedjati (Tiaret, 3 de maio de 1999) é um meio-fundista argelino especializado nos 800 metros.
A princípio desconhecido na Argélia, depois de conseguir bons resultados em campeonatos locais derrotando os melhores meio-fundistas do país, ele passou a competir na França, onde obteve resultados que o classificaram para os Jogos de Tóquio 2020. Chegando no Japão, porém, ele e um compatriota testaram positivo para covid-19, foram postos em quarentena e Sedjati foi impedido de disputar os 800 metros.
Voltou à cena internacional competindo no Campeonato Mundial de Atletismo de 2022 em Eugene, Estados Unidos, onde ganhou a medalha de prata com um  tempo de 1:44.14. No Mundial seguinte, Budapeste 2023, ele se classificou para a final mas acabou desclassificado por pisar na linha da raia.
O ano de 2024 seria de grande destaque internacional para o argelino. Em julho, ele venceu o Meeting de Paris, etapa da Diamond League, com o tempo de 1:41.56, o que o colocava como o terceiro melhor atleta da história na distância, atrás apenas do recordista mundial David Rudisha e do dinamarquês (um queniano naturalizado) Wilson Kipketer; com esta marca, ele também registrou novo recorde nacional, mais de um segundo mais rápido que o anterior, de Taoufik Makhloufi, o grande nome das pistas na Argélia, campeão olímpico dos 1500 m em Londres 2012 e prata nos 800 m na Rio 2016. Cinco dias depois, no Meeting Herculis, em Mônaco, ele abaixou a próprio recorde vencendo em 1:41.46, a sétima marca mais rápida da história.
Chegou a Paris 2024 como um dos favoritos à medalha de ouro e venceu sua eliminatória e sua semifinal; na final, conquistou a medalha de bronze, mesmo assim fazendo seu segundo melhor tempo, 1:41.50, atrás do campeão olímpico Emmanuel Wanyonyi e do campeão mundial, o canadense Marco Arop. Na mais rápida prova de 800 m em Olimpíadas, em que quatro atletas correram abaixo de 1:42, os três medalhistas fizeram três dos quatro melhores tempos já registrados em Jogos Olímpicos, atrás apenas do próprio recorde mundial e olímpico de Rudisha, em Londres 2012.